# La verdad oculta
La verdad oculta é uma telenovela mexicana produzida por Emilio Larrosa para a Televisa e exibida pelo Canal de las Estrellas entre 27 de fevereiro e 4 de agosto de 2006, substituindo Alborada e sendo substituída por Mundo de fieras, em 120 capítulos.
Escrita por José Rendón e dirigida por Arturo Pedraza, é um remake mixado das telenovelas El camino secreto, produzida em 1986 e Al final del arco iris, produzida em 1982.
A trama é protagonizada por Galilea Montijo, Alejandra Barros, Gabriel Soto e Eduardo Yáñez, com atuações estelares de Claudia Troyo, Silvia Ramiírez, Harry Geithner e dos primeiros atores Eric del Castillo, Héctor Ortega, Irma Lozano e Maria Sorté, antagonizada por Margarita Magaña, Fabián Robles, Marco Méndez, Cecilia Tijerina, Mario Casillas e pelo primeiro ator Julio Alemán. Foi reprisada pela TLNovelas entre 10 de maio e 22 de outubro de 2010, substituindo Heridas de amor e sendo substituida por Apuesta por un amor. 

## Sinopse

### Primeira fase
1979. Bertha adotou Gabriela, abandonada por uma criminosa que nem quer saber em ter filhos chamada Iolanda, que se casou com o milionário Roberto e roubou toda a herança dele e de sua filha Alessandra, que ainda era bebê.

### Segunda fase
Gabriela cresceu e Alessandra quer tentar achar sua irmã que tem a mesma idade com a ajuda do detetive João José, onde vai descobrir A Verdade Oculta Ela conheceu o padeiro David, que estava apaixonado pela mesma, mas Iolanda vê sua própria filha roubada Alessandra na padaria.
Quando Gabriela e sua irmã Julieta começaram a trabalhar em um restaurante, David se sente atraído de imediato por ela. E não só ele, como também Carlos, seu sócio, que fica impressionado pela beleza de Gabriela.
Entre eles surge uma grande rivalidade para conquistar Gabriela, mas apesar de Gabriela estar apaixonada por David, entre os dois surgem múltiplos conflitos e ela duvida de sua sinceridade. Nesse momento, aparece em sua vida Leonardo, um comandante da policia que se torna seu protetor, mas ele tem que ocultar o amor que sente por ela.
Passará muito tempo antes de que ela aceite que na realidade ama David e que ele é sincero; no entanto sua relação será difícil e conflitiva devido as intrigas de Carlos e o caráter maldoso do mesmo que o faz preparar armadilhas contra David.
Gabriela ignora que seu pai Fausto, e Mario Genovés, se conheceram há muitos anos e que compartilham um segredo terrível e doloroso. Agora, o reencontro destes dois homens coincide com uma grande tragédia: Mario descobre que tem um tumor maligno e tem pouco tempo de vida.
Para proteger a herança de seu filhos, sabendo que seu sócio Adolfo é um indivíduo sem escrúpulos que se apoderaria de sua fortuna, Mario convence Fausto a se disfarçar e tomar seu lugar perante todos até que termine o prazo de sua sociedade com Adolfo.
Para ele, constrói um túnel secreto que une sua mansão com a casa contígua, que está abandonada. Ali, Fausto terá seu tudo que precisa para poder substituir Mario.
E Alejandra e Juan José? Ela compartilha o secreto de seu tio Mario e será a responsável pela construção do túnel, e Juan José se verá um pronto herdeiro de uma fabulosa fortuna que lhe permitirá não só lutar pelo amor de Alejandra, mas também unir-se a Mario e Fausto em seus planos audaciosos, já que ele também tem uma conta pendente com o malvado Adolfo.
De modo igual, o Comandante Leonardo Faidella terá uma importante ação para investigar e descobrir os negócios ilícitos de Adolfo. O enfrentamento que terá com ele será peça fundamental no desenlace final desta emocionante e romântica história.

## Elenco
| Ator                  | Personagem                                       |
| --------------------- | ------------------------------------------------ |
| Galilea Montijo       | Gabriela Guillén                                 |
| Alejandra Barros      | Alessandra Balmori Genovés                       |
| Gabriel Soto          | David Genovés Ordóñez / Franco Valencia          |
| Eduardo Yáñez         | João José Victoria Ocampo                        |
| Margarita Magaña      | Bertha Balmori Genovés                           |
| Maria Sorté           | Yolanda Rey                                      |
| Julio Alemán          | Adolfo                                           |
| Fabián Robles         | Roberto Zárate                                   |
| Héctor Ortega         | Santiago Guzmán / Fausto Guillén / Mario Genovés |
| Irma Lozano           | Dora Ramírez                                     |
| Eric del Castillo     | Gregório Pineda                                  |
| Salvador Sánchez      | Dante Sevilla                                    |
| Marco Méndez          | Carlos Ávila                                     |
| Cecilia Tijerina      | Susana Gómez                                     |
| Arturo Carmona        | Maurício Medina                                  |
| Harry Geithner        | Leonardo Faidella                                |
| Claudia Troyo         | Julieta Gullién                                  |
| Silvia Ramírez        | Elsa Rivera Muñoz                                |
| Bobby Larios          | Marcos Rivera Muñoz                              |
| Genoveva Pérez        | Doña Piedad Ocampo                               |
| Lalo "El Mimo"        | Assunção                                         |
| Mario Sauret          | Abelardo Sánchez                                 |
| Carlos Miguel         | Félix Méndez                                     |
| Jacqueline Voltaire   | Déborah                                          |
| Mario Casillas        | Javier Garnica                                   |
| Mónica Dossetti       | Zaida Castellanos                                |
| Bibelot Mansur        | Guillermina 'Mina' Álvarez                       |
| Alfredo Alfonso       | Salomão Zárate                                   |
| Alberto Loztin        | Ramón Caballero                                  |
| Karla Lozano          | Caramelo                                         |
| Rossana San Juan      | Yolanda Rey (Jovem)                              |
| Marina Marín          | Doña Pancha                                      |
| Jesús Briones         | Edgar López                                      |
| Paulina de Labra      | Ofelia Cantú                                     |
| Dylan Obed            | Chucho Cicles                                    |
| Sylvia Valdez         | Doña Gume                                        |
| Rodrigo Ruiz          | Carmelo/Silveiro                                 |
| Miguel Garza          | Manuel                                           |
| Jorge Alberto Bolaños | Lic. Matos                                       |
| Marisol González      | Jimena                                           |
| Amelia Zapata         | Lucha                                            |
| Roberto Tello         | Marrano                                          |
| Anthony Álvarez       | Rubén                                            |
| Xorge Noble           | Filemón                                          |
| Raúl Valerio          | Don Jorge                                        |
| Hugo Aceves           | Rocco                                            |
| Marifer Sasián        | Paola Faidella                                   |
| Norma Reyna           | Juanita                                          |
| Fernanda Franco       | Inés                                             |
| Antonio Escobar       | Ulisses Gallardo                                 |
| Catherine Papile      | Mesera                                           |

## Audiência
Teve média de 23,2 pontos.

## Prêmios e Indicações

### Prêmio TVyNovelas 2007
| Categoria                   | Pessoa                                | Resultado  |
| --------------------------- | ------------------------------------- | ---------- |
| Melhor telenovela           | Emilio Larrosa                        | Nomeada    |
| Melhor atriz protagonista   | Alejandra Barros                      | Nomeada    |
| Melhor ator protagonista    | Eduardo Yáñez                         | Ganhador   |
| Melhor atriz antagonista    | Margarita Magaña                      | Nomeada    |
| Melhor primeiro ator        | Eric del Castillo                     | Ganhador   |
| Melhor primeiro ator        | Julio Alemán                          | Ganhador   |
| Melhor trajetoria artística | Genoveva Pérez                        | Ganhadora  |
| Melhor atriz juvenil        | Claudia Troyo                         | Nomeada    |
| Melhor atriz juvenil        | Silvia Ramírez                        | Nomeada    |
| Melhor direção de cena      | Claudio Reyes Rubio José Ángel García | Ganhadores |